# Conseil d'État (Cuba)
Pour les articles homonymes, voir Conseil d'État.
Le Conseil d'État (espagnol : Consejo de Estado) de Cuba est un organisme de la république de Cuba composé de 31 membres élus par l'Assemblée nationale du pouvoir populaire. Il a le pouvoir d'exercer le pouvoir législatif entre les sessions de l'Assemblée nationale du pouvoir populaire, sous réserve de son approbation, et de convoquer l'Assemblée nationale du pouvoir populaire entre ses sessions programmées deux fois par an. 
Le Conseil d'État est présidé par Esteban Lazo depuis le 10 octobre 2019. 

## Histoire
Jusqu'en 2019, le Conseil d'État se compose d'un président, d'un secrétaire, d'un premier vice-président, de cinq vice-présidents et de 27 autres membres. Jusqu'en 2019, le président, le secrétaire, le premier vice-président et les cinq vice-présidents pouvaient également être membres du Conseil des ministres. Depuis 2019, le président du Conseil d'État est le président de l'Assemblée nationale. Par ailleurs, le Conseil compte désormais 21 membres.
Le président du Conseil d'État a été, jusqu'en 2019, également chef de l'État et chef de gouvernement. Après l'adoption de la Constitution cubaine de 2019, les anciens postes de président de la République et de Premier ministre sont recréés.

## Les membres du10eConseil d'État (depuis 2019)
| Position                    | Membres      |
| Président du Conseil d'État | Esteban Lazo |